# Breathe (In the Air)
"Breathe (In the Air)" es la segunda canción escrita por Roger Waters, David Gilmour y Richard Wright, grabada y publicado por la banda de rock progresivo Pink Floyd, lanzado el 1 de marzo de 1973, como parte del álbum The Dark Side of the Moon.

## Contexto
La idea original le surge a Roger Waters unos años antes, en 1969, durante la realización de una banda sonora para la película The Body (El Cuerpo), junto a Ron Geesin. En la misma, el cuerpo humano es una metáfora de la existencia humana. "Breathe" (respira), es una invitación a tomarse un respiro, a detenerse y reflexionar sobre el significado de la vida, para no caer en la búsqueda de metas sin sentido.
La película comienza con las líneas: "Breathe, breathe in the air".
En la edición original en LP, "Breathe" era la segunda parte del primer tema junto con "Speak to Me", ("a. Speak to Me", "b. Breathe"), separadas por cuestiones de créditos.
En las ediciones en disco compacto, se separan las partes en distintas pistas, pero la duración de los temas está unida y se detalla en "Breathe".

## Créditos
- Roger Waters - Bajo.
- David Gilmour - Guitarra y voz.
- Richard Wright - Órgano Hammond y Piano eléctrico Fender Rhodes
- Nick Mason - Batería y percusión.